# Puccinia inclusa
Puccinia inclusa ist eine Ständerpilzart aus der Ordnung der Rostpilze (Pucciniales). Der Pilz ist ein Endoparasit der Korbblütlergattung Cirsium. Symptome des Befalls durch die Art sind Rostflecken und Pusteln auf den Blattoberflächen der Wirtspflanzen. Sie ist im Westen Nordamerikas verbreitet.

## Merkmale

### Makroskopische Merkmale
Puccinia inclusa ist mit bloßem Auge nur anhand der auf der Oberfläche des Wirtes hervortretenden Sporenlager zu erkennen. Sie wachsen in Nestern, die als gelbliche bis braune Flecken und Pusteln auf den Blattoberflächen erscheinen.

### Mikroskopische Merkmale
Das Myzel von Puccinia inclusa wächst wie bei allen Puccinia-Arten interzellulär und bildet Saugfäden, die in das Speichergewebe des Wirtes wachsen. Ihre Spermogonien wachsen überwiegend oberseitig auf den Wirtsblättern. Die meist blattoberseitig wachsenden Aecien der Art sind dunkel zimtbraun und stehen um die Spermogonien. Ihre zimt- bis dunkel zimtbraunen Aeciosporen sind 23–29 × 22–27 µm groß, kugelig bis breitellipsoid und stachelwarzig. Die beidseitig wachsenden Uredien des Pilzes sind dunkel zimtbraun. Ihre dunkel zimt- bis zimtbraunen Uredosporen sind 23–29 × 22–27 µm groß, kugelig bis breitellipsoid und stachelwarzig. Die beid- oder überwiegend blattunterseitig wachsenden Telien der Art sind schwarzbraun, pulverig und unbedeckt. Die kastanienbraunen Teliosporen sind zweizellig, in der Regel ellipsoid, runzelig und meist 35–46 × 22–27 µm groß. Ihre Stiele sind farblos und bis zu 100 µm lang.

## Verbreitung
Das bekannte Verbreitungsgebiet von Puccinia inclusa reicht vom westlichen Nordamerika bis nach Zentralmexiko.

## Ökologie
Die Wirtspflanzen von Puccinia inclusa sind verschiedene Arten der Gattung Cirsium. Der Pilz ernährt sich von den im Speichergewebe der Pflanzen vorhandenen Nährstoffen, seine Sporenlager brechen später durch die Blattoberfläche und setzen Sporen frei. Die Art durchläuft einen makrozyklischen Entwicklungszyklus mit Spermogonien, Aecien, Telien und Uredien. Als autoöker Parasit macht sie keinen Wirtswechsel durch.

## Systematik
Puccinia inclusa wurde 1904 von Paul Sydow und Hans Sydow wissenschaftlich beschrieben. Allerdings betrachtet Arthur die Art als Synonym zu Puccinia cirsii.